# Tatort: Sechs zum Essen
Sechs zum Essen ist ein Fernsehfilm aus der Krimireihe Tatort. Der vom Bayerischen Rundfunk produzierte Beitrag wurde am 2. Mai 2004 als 37. Fall des Ermittlerteams Batic, Leitmayr und Menzinger im Ersten Programm der ARD erstgesendet.

## Handlung
Interessant, wie unterschiedlich man als Münchener (Kommissar) seine abendliche Freizeit verbringen kann: als Kinogänger wie der Franz, als Inlineskater wie der Ivo oder als Gourmet wie der Carlo. Jedenfalls bietet die Agentur ♥klopfen die „ultimative Singleparty SECHS-ZUM-ESSEN“. Nach dem Speisen geht’s in die Disco Rafael zum Tanzen, Baggern oder auch mehr. Carlo scheint wohl zu zögerlich bei seiner Kochpartnerin Korinna gewesen zu sein, denn Peter hilft nicht nur beim Spülen, sondern ist intensiv am Flirten. Plötzlich sind die beiden verschwunden. Carlo blitzt auch bei Rafaela, der Gastgeberin des Hauptmenüs, ab. Leicht irritiert bemerkt er, dass sie aus dem Herren-WC kam. Dort wird ihm von Peter Mut gemacht: „Die Frauen stehen – auch – auf dich.“ Auf dem Weg nach Hause sieht er Blaulicht. Neugierig geworden, geht er durch die Absperrung und sieht Peter regungslos mit einer Kopfwunde auf der Straße liegen. Damit ist der Feierabend beendet. Nach den ersten Ermittlungen überredet Carlo seine Kollegen, noch mit zu ihm auf einen Trunk zu kommen. Seine Wohnung wurde fast komplett leergeräumt.
Am nächsten Morgen gibt Korinna Frank den beiden Hauptkommissaren und dem genervten Carlo plausibel erscheinende Antworten auf ihre Fragen zu Namen und Wohnung. Sie schildert Peters intensive Anmache auf ihrem Nachhauseweg. Beim Wegdrehen wurde dieser von einem schnell vorbeifahrenden größeren Fahrzeug angefahren. Sofie, die Agenturleiterin von ♥klopfen, erfährt nun erst durch die beiden Kommissare vom Mord an ihrem Freund. Carlo erläutert das Prinzip der Singleveranstaltung mit den festen Kochpartnern und den wechselnden Veranstaltungsorten. Die drei klappern daraufhin die in Frage kommenden Single-Haushalte ab und suchen Peter, Korinna und Raffaela nacheinander auf. Der Tote war ein sehr belesener Mann. Auf fast jedem Bucheinband steht ein Frauenname mit einer Telefonnummer. Sofie erklärt das mit Freiräumen. Korinna war genervt, wie Raffaela am Abend den Peter angemacht hat. Raffaela wiederum, eine Barkeeperin, geht es wie den drei Affen. Alle anderen schildern Peter in vielfältigen Facetten als Frauenhelden. Für Carlo scheint festzustehen, dass Korinna seine Wohnung hat ausrauben lassen, da nur sie davon wissen konnte. Angesichts dieser Beschuldigungen reagiert sie überraschend ruhig, da sie es – wie sich später herausstellt – auch wirklich war.
Und dann geht sie los: die „Feldstudie zur Psychogrammerstellung eines Frauenhelden“. Dazu hat Leitmayr über 20 Frauen zum Interview geladen, deren Telefonnummern er in Peters Büchern gefunden hat. Die Frauen schildern die unterschiedlichsten Praktiken und Erfahrungen.
Carlo erinnert sich endlich daran, dass Raffaela aus dem Herren-WC kam. Ohne große Umschweife gibt sie an, Peter dort verführt zu haben. Ihre Täterschaft und Motivation sind genau so plausibel wie die von Sofie. Nur kann nichts bewiesen werden. Vor dem „Fünf-Minuten-Rendezvous“, das in der Bar von Raffaela stattfindet, treffen die beiden Frauen zum ersten Mal aufeinander, aber sie behalten die Fassade. Dann nehmen Batic und Leitmayr Sofie fest, um Raffaelas Reaktion zu erzwingen. Sie gibt zu, dass sie von Peter im Herren-WC einfach stehen gelassen wurde. Dankend legt Sofie ihre Hand auf Raffaelas.

## Rezeption

### Einschaltquoten
Die Erstausstrahlung von Sechs zum Essen am 2. Mai 2004 wurde in Deutschland von 7,34 Millionen Zuschauern gesehen und erreichte einen Marktanteil von 21,5 % für Das Erste.

### Kritiken
Die Kritiker der Fernsehzeitschrift TV Spielfilm geben bei diesem Tatort den Daumen nach oben und meinen: „Die Ermittlungen unter potenziellen Täterinnen und verstoßenen Affären sind durchaus humoristisch angelegt und bieten oft mehr Karikaturen als Charaktere. Dank fantastischer Darsteller wird’s aber auch noch ergreifend.“ Fazit: „Knifflige Mörderhatz mit Sinn für Humor.“